# Charles-Frédéric Rousselet
Charles-Frédéric Rousselet (Saint-Amand-Montrond, 15 septembre 1795 - Sées, 1er décembre 1881) est un ecclésiastique français qui fut évêque de Séez de 1844 à 1881.

## Biographie
Charles-Frédéric Rousselet a fréquenté le lycée en Avignon avant d'entrer en 1813 au Prytanée militaire de La Flèche. Il s'y lia d'amitié avec le futur maréchal de France Aimable Pélissier. Les événements politiques de l'année 1815 lui firent renoncer à une carrière militaire. Pendant quelque temps, il fit des études de droit, mais finit par entrer au séminaire parisien de Saint-Sulpice. Il y eut pour professeur un futur archevêque de Paris, Denys Affre.
Il entra chez les Sulpiciens et exerça comme professeur dans les séminaires de Bayeux, Angers et Bourges. Il dut abandonner l'enseignement et la communauté religieuse pour raisons médicales. L'évêque d'Autun, Bénigne-Urbain-Jean-Marie du Trousset d'Héricourt l'accueillit dans son diocèse, lui trouva un emploi en tant qu'économe et finalement le prit comme vicaire général. Proposé par décret pontifical, le 26 novembre 1844, au siège épiscopal de Séez, il fut préconisé lors du consistoire du 24 janvier 1845 et reçut la consécration épiscopale le 25 février de la même année, en l'église Saint-Séverin à Paris par Denys Affre. 
En 1853, il participa à un concile provincial à Rouen. En 1856, il assista à Paris au baptême du prince impérial Louis-Napoléon Bonaparte. En 1864, il introduisit la liturgie romaine dans son diocèse. Il participa, en 1870, au premier concile du Vatican où il s'accorda à la majorité des pères conciliaires. Il encouragea la fondation de nombreuses œuvres de bienfaisance, fit rénover sa cathédrale et restaurer de nombreuses églises du diocèse. En 1858, il reçut de l'évêque de Chartres une relique de saint Latuin, le premier évêque de Séez ; en 1875 il fit revenir dans la cathédrale de Sées les restes de ses prédécesseurs, Jean-Baptiste du Plessis d'Argentré (mort en 1805) et Hilarion-François de Chevigné de Boischollet (mort en 1812). Il fit plusieurs voyages à Rome et encouragea le pèlerinage de Lourdes.  
En raison de son grand âge (il avait alors 86 ans), François-Marie Trégaro lui fut adjoint en 1881 en tant que coadjuteur, donc en vue de lui succéder. Il décéda quelques jours après. Sa dépouille mortelle embaumée fut placée selon ses souhaits, dans une chapelle spéciale en face du reliquaire de saint Latuin. L'éloge funèbre fut prononcée par l'évêque de Coutances qu'il avait lui-même consacré évêque en 1876, Abel-Anastase Germain.
Il était assistant au trône pontifical, comte romain. Sa biographie a été rédigée par l'abbé Rombault (Le Mans : Monnoyer, 1882).

## Distinction
- Officier de la Légion d'honneur (14 aout 1863)[1]